# ヨエル・アルバレス
ヨエル・アルバレス（Joel Álvarez、1993年3月2日 - ）は、スペインの男性総合格闘家。アストゥリアス州ヒホン出身。バンドッグ・ファイトクラブ所属。UFC世界ライト級ランキング15位

## 来歴
スペインのアストゥリアス州ヒホンで生まれ、幼少期をプマリン工業団地の近隣で過ごした。18歳から地元の総合格闘技ジムでトレーニングを始め、数年後にアマチュア総合格闘技の地域トーナメントに出場した。2013年にプロ総合格闘技デビュー。ローカル団体で16戦15勝（1TKO・14一本）の戦績を残す。

### UFC
2019年6月18日、UFC初参戦となったUFC Fight Night: Błachowicz vs. Santosでダミル・イスマグロフと対戦し、0-3の判定負け。
2021年11月13日、UFC Fight Night: Holloway vs. Rodríguezでライト級ランキング15位のティアゴ・モイゼスと対戦し、スタンドパンチと肘打ち連打で1RTKO勝ち。この試合はアルバレスがライト級リミットから1.5ポンド体重超過したため、ファイトマネーから30%をモイゼスに譲渡して行われた。
2022年2月26日、UFC Fight Night: Makhachev vs. Greenでライト級ランキング13位のアルマン・ツァルキヤンと対戦し、パウンドで2RTKO負け。
2024年8月3日、UFC on ABC: Sandhagen vs. Nurmagomedovでエルブス・ブレナーと対戦し、膝蹴り連打でダウンを奪いパウンドで3RTKO勝ち。パフォーマンス・オブ・ザ・ナイトを受賞した。

## 人物・エピソード
- 右胸に日本のアニメ『ドラゴンボール』孫悟空のタトゥーを入れている。

## 戦績
| 総合格闘技 戦績 | 総合格闘技 戦績 | 総合格闘技 戦績 | 総合格闘技 戦績 | 総合格闘技 戦績 | 総合格闘技 戦績 | 総合格闘技 戦績 |
| --------------- | --------------- | --------------- | --------------- | --------------- | --------------- | --------------- |
| 25 試合         | (T)KO           | 一本            | 判定            | その他          | 引き分け        | 無効試合        |
| 22 勝           | 5               | 17              | 0               | 0               | 0               | 0               |
| 3 敗            | 2               | 0               | 1               | 0               | 0               | 0               |

| 勝敗 | 対戦相手                   | 試合結果                                 | 大会名                                               | 開催年月日     |
| ○    | ドラッカー・クロース       | 1R 2:48 KO（左飛び膝蹴り→パウンド）      | UFC on ESPN 63: Covington vs. Buckley                | 2024年12月14日 |
| ○    | エルブス・ブレナー         | 3R 3:36 TKO（膝蹴り連打→パウンド）       | UFC on ABC 7: Sandhagen vs. Nurmagomedov             | 2024年8月3日   |
| ○    | マルク・ディアケイジー     | 2R 4:26 ブラボーチョーク                 | UFC Fight Night: Aspinall vs. Tybura                 | 2023年7月22日  |
| ×    | アルマン・ツァルキヤン     | 2R 1:57 TKO（パウンド）                  | UFC Fight Night: Makhachev vs. Green                 | 2022年2月26日  |
| ○    | ティアゴ・モイゼス         | 1R 3:01 TKO（スタンドパンチ&肘打ち連打） | UFC Fight Night: Holloway vs. Rodríguez              | 2021年11月13日 |
| ○    | アレクサンドル・ヤコブレフ | 1R 3:00 腕ひしぎ十字固め                 | UFC 254: Khabib vs. Gaethje                          | 2020年10月24日 |
| ○    | ジョセフ・ダフィー         | 1R 2:25 ギロチンチョーク                 | UFC Fight Night: Figueiredo vs. Benavidez 2          | 2020年7月19日  |
| ○    | ダニーロ・ベルアルド       | 2R 2:22 TKO（パウンド）                  | UFC Fight Night: Gustafsson vs. Smith                | 2019年6月1日   |
| ×    | ダミル・イスマグロフ       | 5分3R終了 判定0-3                        | UFC Fight Night: Błachowicz vs. Santos               | 2019年2月23日  |
| ○    | ラドゥ・マキシム           | 1R 4:29 三角絞め                         | AFL 17: Coal and Blood 【AFLライト級タイトルマッチ】 | 2018年11月24日 |
| ○    | フリオ・セサール・アウベス | 2R 1:02 ブラボーチョーク                 | AFL 16: Feudal War                                   | 2018年9月29日  |
| ○    | アレッシャンドリ・ヒベイロ | 1R 4:17 三角絞め                         | AFL 15: Typhoon                                      | 2018年5月5日   |
| ○    | ケビン・ダニエル・デルガド | 1R 0:26 ギロチンチョーク                 | AFL 14: Outbreak                                     | 2018年3月17日  |
| ○    | フランシスコ・ゴンザレス   | 1R 1:59 ギロチンチョーク                 | AFL 13                                               | 2017年10月14日 |
| ○    | ジェクソン・ポレザ         | 1R 1:57 三角絞め                         | AFL 12: Warcelona                                    | 2017年6月3日   |
| ○    | アンソニー・ミュラー       | 1R 0:33 TKO（パンチ）                    | Fight Night Series 2                                 | 2017年3月18日  |
| ○    | モンセフ・エド・ドゥカニ   | 1R 1:45 アナコンダチョーク               | MMA Casino Fights: Alvarez vs. Ed Doukani            | 2016年10月8日  |
| ○    | ホセ・ルイス・ブラボー     | 1R 0:49 三角絞め                         | MMA Casino Fights: Alvarez vs. Bravo                 | 2016年7月8日   |
| ○    | カルロス・ヴィラー         | 1R 4:20 腕ひしぎ十字固め                 | MMA España: Bandog Challenge 3                       | 2015年6月12日  |
| ×    | アリ・アブドゥルカリコフ   | 1R 0:34 KO（スピニングヒールキック）     | M-1 Challenge 56                                     | 2015年4月10日  |
| ○    | グラハム・ターナー         | 3R ギロチンチョーク                      | Rage in the Cage 3                                   | 2015年3月21日  |
| ○    | ホセ・ルイス・ブラボー     | 1R 3:20 三角絞め                         | MMA España: Desafio Burgos Profight 2015             | 2015年3月7日   |
| ○    | ヘウソン・エンリケス       | 1R 1:23 アナコンダチョーク               | International Pro Combat 6                           | 2015年1月26日  |
| ○    | ヒチャム・ラシッド         | 1R 2:01 三角絞め                         | MMA España: Bandog Challenge 2                       | 2014年4月12日  |
| ○    | アラッツ・ガルメンディア   | 1R 3:19 三角絞め                         | Txurdinaga Sutan: Pro Boxing & MMA                   | 2013年12月28日 |

## 獲得タイトル
- AFLライト級王座（2018年）

## 表彰
- UFC パフォーマンス・オブ・ザ・ナイト（1回）